# Marc Judith
Marc Marius Judith (ur. 19 stycznia 1987 w Saint-Claude) – pochodzący z Gwadelupy, francuski koszykarz, występujący na pozycji niskiego skrzydłowego.

## Osiągnięcia
Stan na 3 czerwca 2022, na podstawie, o ile nie zaznaczono inaczej.
Drużynowe
- Mistrz
  - EuroChallenge (2015)
  - Francji (2013)
  - II ligi francuskiej Pro B (2011, 2019)
- Zdobywca:
  - Pucharu Francji (2014)
  - Superpucharu Francji (2014)
- Finalista pucharu:
  - Francji (2013)
  - Liderów LNB Pro A (2014)
- Uczestnik rozgrywek międzynarodowych:
  - Euroligi (2013/2014 – faza zasadnicza)
  - Eurocup (2013/2014 – TOP 16)
  - EuroChallenge (2014/2015)

Reprezentacja
- Uczestnik mistrzostw Europy U–20 (2007 – 9. miejsce)